# Kunovo (Foča, BiH)
Kunovo je naseljeno mjesto u općini Foča, Republika Srpska, BiH. Nalaze se s lijeve strane rijeke Ćehotine, uz granicu sa Srbijom.
Godine 1950. pripojeno mu je naselje Šadići (Sl.list NRBiH, br.10/50). Godine 1962. pripojena su mu naselja Gradojevići i Robovići (Sl.list NRBiH, br.47/62).

## Stanovništvo
| Narod     | Popis 1961. | Popis 1971. | Popis 1981. | Popis 1991. |
| --------- | ----------- | ----------- | ----------- | ----------- |
| Hrvati    | 1           |             |             |             |
| Muslimani | 147         | 220         | 171         | 92          |
| Srbi      | 30          | 66          | 47          | 34          |
| ostali    | 8           | 1           | 6           |             |
| Ukupno    | 186         | 287         | 224         | 126         |